# Apostolikumsstreit
Der Apostolikumsstreit war vom mittleren 19. bis zum frühen 20. Jahrhunderts eine Auseinandersetzung um die Bindung an die altkirchlichen Bekenntnisse innerhalb der reformierten Kirchen in der Schweiz und der deutschen evangelischen Landeskirchen. Während in der Schweiz in Folge des Apostolikumsstreits die Bekenntnisfreiheit gilt, sind allen deutschen evangelischen Landeskirchen das Apostolische Glaubensbekenntnis (Apostolikum) und das Nicäno-Konstantinopolitanische Glaubensbekenntnis gemeinsam. Das Apostolikum wird  in den reformierten Kirchen außerhalb des Taufritus eher selten im Gottesdienst gesprochen, etwa am Reformationssonntag.

## Apostolikumsstreit in der Schweiz
In den reformierten Kirchen der deutschsprachigen Schweiz begann die Auseinandersetzung über die Verpflichtung zum Apostolikum 1845 in der Schweizerischen Predigergesellschaft und in der St. Galler Synode. Dort wurde der Antrag noch abgelehnt, dass man das Apostolikum aus dem Taufritus streichen solle. In der reformierten Kirche des Kantons Zürich wurde die Diskussion 1854 von Alois Emanuel Biedermann angeregt. 1868 einigte man sich in Zürich darauf, für Taufe und Abendmahl eine Auswahl zwischen zwei verschiedenen liturgischen Formen freizulassen. In der reformierten Kirche des Kantons Thurgau wurde 1876 das obligatorische Apostolikum abgeschafft. An seine Stelle trat das Thurgauer Bekenntnis, das jedoch nicht verbindlich wurde. In den 1870er Jahren wurde insbesondere an den Synoden der reformierten Kirchen in Basel und in Bern über die Verbindlichkeit des Apostolikums gestritten, wobei zahlreiche theologische Streitschriften verfasst wurden. Bis zum Ende der 1870er Jahre hatte sich in den meisten Landeskirchen die liberal-protestantische Position durchgesetzt und die Verpflichtung auf einen bestimmten Bekenntnistext – sei es das Apostolikum oder ein kantonaler Bekenntnistext – war für Gottesdienst, Taufen oder Ordinationen abgeschafft.
Über die so entstandene Bekenntnisfreiheit wird auch im 21. Jahrhundert immer noch diskutiert. Der Schweizerische Evangelische Kirchenbund hat 2006 eine Sammlung von Glaubensbekenntnissen lanciert und in die Vernehmlassung geschickt, um eine schweizweite Diskussion über die Bekenntnisse anzuregen.

## Apostolikumsstreit in Deutschland
1871/72 lösten die protestantischen Theologen Adolf Sydow und Gustav Lisco den Streit um das Apostolikum aus, indem sie die darin artikulierte Jungfrauengeburt und Höllenfahrt Christi als Legenden bezeichneten. Aufgrund einer Selbstanzeige wegen Nichtgebrauchs des Apostolikums wurde Lisco aus dem Pfarrdienst entlassen.
1891 verweigerte der württembergische evangelische Pfarrer Christoph Schrempf aus Gewissensgründen die übliche Rezitation des Apostolikums während der Taufe mit dem Argument, er könne wesentliche Aussagen desselben nicht bejahen. Dies führte zu seiner sofortigen Entlassung ohne Pensionsansprüche. Berliner Theologiestudenten holten sich daraufhin bei dem dortigen Ordinarius für Systematische Theologie Adolf von Harnack Rat, ob sie eine Petition an den altpreußischen Evangelischen Oberkirchenrat (EOK) richten könnten mit der Forderung, das Apostolikum abzuschaffen. Harnack riet ihnen von einem solchen Schritt ab, vermittelte ihnen dann aber im Rahmen einer Vorlesung seine eigenen Kritikpunkte gegenüber dem Apostolikum (v. a. zur Jungfrauengeburt) und publizierte diese 1892. Darin forderte er zwar nicht die Abschaffung des altkirchlichen Symbols (alternative Bezeichnung für das Apostolikum), regte aber die Schaffung eines gleichrangigen, seiner Ansicht nach unanstößigen Formulars an. Diese Veröffentlichung löste einen Proteststurm in der kirchlichen Öffentlichkeit aus, dem eine (nicht nur literarische) Auseinandersetzung folgte. Dabei wurden die Gegensätze zwischen der theologisch liberalen Ritschl-Schule und ihren Gegnern, der kirchlich-positiven Richtung zum Ausdruck gebracht. Beispielsweise zählte die Evangelisch-Lutherische Konferenz die Jungfrauengeburt zum Fundament des Christentums.
Der Streit führte in der Folge zum kirchlichen Erlass eines „Irrlehregesetzes“ (1910). Es kam 1911 bei dem evangelischen Pfarrer Carl Jatho zur Anwendung, sowie bei staatlichen Erlassen seitens des Berliner Kultusministeriums bezüglich der professoralen Besetzung der Berliner Evangelisch-theologischen Fakultät (Einrichtung einer weiteren systematisch-theologischen Professur, die durch Adolf Schlatter besetzt wurde).